# Crittografia (enigmistica)
La crittografia è un gioco enigmistico dei più impegnativi.

## Struttura generale
Come suggerito dall'etimo, il gioco ha un carattere molto criptico che lo rende particolarmente difficile. Il solutore deve infatti scoprire una parola (in tal caso si parla più propriamente di monoverbo) o una frase di senso compiuto, attraverso un procedimento induttivo. Occorre cioè tener conto del significato e/o della disposizione delle lettere presentate dall'autore in un esposto. Da quest'ultimo si risale quindi a una frase dotata di due possibili letture. La prima lettura è quella direttamente desumibile dall'esposto. La seconda lettura, o soluzione vera e propria, si ricava invece interpretando (e in genere anche raggruppando) in modo diverso le lettere della prima. Un diagramma indica la lunghezza e il numero delle parole da utilizzare.
| Crittografia (2 5 2 2 2 = 7 2 4) AL RI GO (T. Erberspacher, 1889) |

## Tipologie crittografiche

### Crittografie di tipo meccanico

#### Crittografia semplice o pura
Una crittografia del tipo presentato sopra si dice semplice, o pura, o più spesso crittografia senza aggettivi. La sua soluzione si basa sulla descrizione formale dell'esposto, senza riferimento alcuno al significato, e discende quindi da un ragionamento di tipo meccanico. L'esposto può talvolta essere privo di significato.

### Crittografie di tipo mnemonico

#### Crittografie mnemoniche
Non è, a rigore, una vera e propria crittografia la mnemonica, nella quale il procedimento induttivo è portato al più alto grado di difficoltà e astrazione; essa merita perciò un capitolo a parte. Il ragionamento è definito di tipo mnemonico perché si basa sulla sola interpretazione concettuale dell'esposto. A titolo d'esempio si può citare la seguente.
| Crittografia mnemonica (9 5 8) ESONERATE (Il Pisanaccio, 1977) |

Guido Iazzetta, direttore della rivista "La Sibilla" (La Sibilla n. 5/2010, pag. 233) ha apportato il cambiamento del nome del gioco in "Frase bisenso".

#### Crittografie a frase
La crittografia a frase si risolve secondo un ragionamento di tipo mnemonico, al pari della tipologia precedente; se ne differenzia, però, per la cesura. L'assenza di procedimento meccanico è dovuta al fatto che la soluzione è sempre una frase doppia. Non esiste dunque alcuna interposizione di lettere a legare le parole della soluzione: la doppia lettura è quindi perfetta.

Rispetto alla mnemonica la variante a frase è una vera e propria crittografia e, laddove la prima tollera equipollenze (almeno fra articoli, preposizioni, preposizioni articolate nelle due letture), appare molto più severa. Non pochi enigmisti la considerano la regina delle crittografie, mantenendo la mnemonica “fuori classifica”. Entrambe sembrano in qualche modo affini ai giochi crittografici, ma non sono continuative (v. sotto) e presentano uno “statuto” a parte.
| Crittografia a frase (3'3 8 = 8 6) SE MI SCOVANO... (Il Felsineo, 1985) |

#### Giochi crittografici a combinazione
Non esiste una denominazione unitaria che raggruppi le crittografie fondate su una combinazione enigmistica: in genere si parla di “giochi crittografici” perché in quest'ambito, tipicamente, la sovrapposizione di uno schema e di una tipologia di enigma produce un gioco enigmistico che prende il nome dallo schema. Così, una crittografia fondata su un anagramma è un anagramma crittografico, una fondata su una frase palindroma è una frase palindroma crittografica, una fondata su un cambio di consonante è un cambio di consonante crittografico, ecc. Una denominazione non più in uso era quella di “giochi poetici in forma crittografica”. Tutti questi giochi, comunque, condividono una caratteristica: fra le parti della combinazione si stabilisce un rapporto tale che esse possono venir lette di seguito in un'unica frase. Di qui il nome di “crittografie continuative” usato da qualche autore ma non accettato in via generale.
| Anagramma crittografico (9) BEFANA (Favolino, 1925) |

### Crittografie di tipo misto

#### Crittografie sinonimiche e perifrastiche
Talvolta di soluzione più agevole rispetto alla pura, la crittografia sinonimica richiede, a differenza di quella, un preciso riferimento concettuale: per determinare la chiave è infatti necessario introdurre un sinonimo dell'esposto. 
| Crittografia sinonimica (3 1 1 6 4 = 7 8) .OLE. (Muscletone, 1982) |

Non sempre agevole è la distinzione fra crittografia sinonimica e crittografia perifrastica: i due giochi sono analoghi sul piano del meccanismo risolutivo, ma la seconda contiene, più che un sinonimo, una perifrasi, alternativamente nell'esposto o nella soluzione.
| Crittografia perifrastica (1 “2 3 4!” 1 5 = 6 2 4 4) STRAPAR.ATE! (Snoopy, 1988) |

#### Crittografie sillogistiche
Molto complessa, anche da risolvere, appare la crittografia sillogistica: essa impone un ragionamento sia meccanico che mnemonico, ma quest'ultimo assume, come da denominazione, i caratteri del sillogismo, tanto che nella soluzione si usa esplicitarlo. Un tipico esempio potrebbe essere il seguente.
| Crittografia sillogistica (1 1 10 = 6 6) CAUSA PALESE (Il Girovago, 1980) |

È una sillogistica particolarmente difficile ma anche assai apprezzata per il suo esposto: una vera e propria espressione idiomatica, che ovviamente nulla ha a che fare sul piano concettuale con la soluzione, ma che appare perfettamente logica e compiuta in sé.

## In altre lingue
In paesi con altre tradizioni linguistiche ed enigmistiche, le categorie di giochi sono a volte diverse da quelle italiane. Gran parte delle crittografie italiane verrebbero comprese nel mondo anglosassone come rebus, in particolare nella categoria definita come plexer (rebus in cui non vi sono immagini ma lettere o simboli). Spesso, però, le crittografie sono incluse nelle cryptic crosswords, ossia Parole crociate particolarmente complesse in cui le definizioni sono date in forma crittografica.